# Adamello
Adamello eller Adamello-Presanella er en 3000-3500 meter høj bjergkæde i den sydlige rand af de italienske Alper. Det er en del af de Sydlige kalkalper og ligger i provinserne Trento og Brescia. Navnet på bjergkæden henviser til de to højeste toppe, Adamello og Presanella.
Mellem Adamello-Presanella-kæden og Ortleralperne i nord ligger Tonalepasset, på den anden side af Ogliodalen (Val Camonica) ligger Bergamoalperne, øst for Campo Carlo Magno-passet og floden Sarca ligger Brentagruppen og mod syd ligger Iseosøen.

## Geografi og Geologi
Bjergene dækker et areal på cirka 30 x 30 kilometer. Området dækkes af to hoveddale der begge løber i en Nord-Nordøst;-Syd-Sydvest retning som er dannet af den oprindelige pladetektonik. Derudover er der mange sidedale, der er svært tilgængelige. 
Bjergene hører med til de sydligste alper og besidder det sydligste 3000-meterbjerg i Østalperne. 
Den østlige side er dannet ved en plutonisk intrusion i Tertiærtiden, og består heraf af granit og kvarts, der også kaldes adamellogranit eller tonalit.

## Afgrænsning
Adamello er afgrænset af følgende dale:
I vest er den afgrænset af den lavtliggende og brede dal Val Camonica og dens flod Oglio og foroven af Lago d´Iseo, bagved ligger Bergamaskalperne. 

## Tinder
Den største tinder i Adamello-Presanella-gruppen er: 
| Tinde            | Højde (m) | Højde (m) |
| ---------------- | --------- | --------- |
| Presanella       | 3.558     |           |
| Adamello         | 3.554     |           |
| Carè Alto        | 3.465     |           |
| Dosson di Genova | 3.430     |           |
| Crozzon di Lares | 3.354     |           |
| Corno di Baitone | 3.331     |           |
| Busazza          | 3.329     |           |
| Lobbia Alta      | 3.196     |           |

## Bjergpas
De største bjergpas i Adamello-Presanella-gruppen er: 
| Pas                                   | By                                     | Type | Højde (m) | Højde (m) |
| ------------------------------------- | -------------------------------------- | ---- | --------- | --------- |
| Passo di Lares                        | Laresgletsjeren til Lobbiagletsjeren   | sne  | 3.195     |           |
| Passo di Cercen                       | Val di Genova til Fucine               | sne  | 3.043     |           |
| Passo della Lobbia Alta               | Lobbiagletsjeren til Mandrongletsjeren | sne  | 3.036     |           |
| Passo di Presena                      | Val di Genova til Tonalepasset         | sne  | 3.011     |           |
| Pisgana Pass                          | Val di Genova til Ponte di Legno       | sne  | 2.934     |           |
| Passo della Forcellina eller di Campo | Cedegolo til Val di Fumo               | sti  | 2.288     |           |
| Croce Domini Pass                     | Breno til Bagolino                     | vej  | 1.895     |           |
| Tonale Pass                           | Cles til Edolo                         | vej  | 1.884     |           |
| Colle Maniva                          | Val Trompia til Bagolino               | vej  | 1.669     |           |
| Campo Carlo Magno                     | Dimaro til Pinzolo                     | vej  | 1.648     |           |

46°11′43″N 10°37′28″Ø / 46.19528°N 10.62444°Ø